# Riccardo Nencini
Riccardo Nencini (Barberino di Mugello, 19 ottobre 1959) è un politico e scrittore italiano, presidente del consiglio nazionale del Partito Socialista Italiano e viceministro delle infrastrutture e dei trasporti dal 2014 al 2018.

## Biografia
È nato il 19 ottobre 1959 a Barberino di Mugello, in provincia di Firenze. Suo zio era il ciclista Gastone Nencini, celebre negli anni Cinquanta e vincitore, tra l'altro, di Giro d'Italia e Tour de France.
Si è laureato in storia alla facoltà di Scienze Politiche Cesare Alfieri di Firenze. Ha una laurea honoris causa in lettere, conferitagli nel febbraio 2004 dall'Università di Leicester.
Collabora con la Fondazione Spadolini – Nuova Antologia nel dipartimento di formazione dei docenti di storia.

## Carriera politica

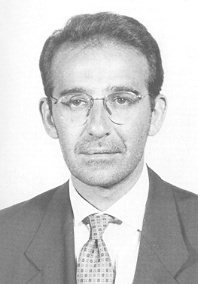
Riccardo Nencini nella XI legislatura

La sua carriera politica incomincia come consigliere comunale e capogruppo del Partito Socialista Italiano a Firenze dal 1990 al 1995, mentre era sindaco Giorgio Morales.
Deputato nella XI Legislatura, nel 1992 è stato il primo parlamentare italiano a rinunciare al doppio stipendio.
Per le liste PSI-AD è stato eletto europarlamentare alle elezioni del 1994. È stato membro della Commissione per la ricerca, lo sviluppo tecnologico e l'energia, della Delegazione per le relazioni con i paesi membri dell'ASEAN, il Sud-est asiatico e la Repubblica di Corea e della Commissione per le relazioni economiche esterne.
Si ricandida alle elezioni del 1999 per i Socialisti Democratici Italiani nella circoscrizione Italia centrale, ottenendo oltre 23.000 voti, ma senza essere eletto.
In seguito alla vittoria di Claudio Martini, candidato de L'Ulivo, alle elezioni regionali in Toscana del 2000, diventa Presidente del Consiglio regionale, carica mantenuta fino al marzo del 2010. Dal marzo del 2010 al 2013 è assessore al Bilancio e ai Rapporti Istituzionali della regione Toscana nella giunta di Enrico Rossi.
Nel frattempo diviene coordinatore della Conferenza nazionale dei Presidenti dell'Assemblea, dei Consigli regionali e delle Province Autonome (2002-2003), Presidente della Conferenza delle Assemblee Legislative regionali Europee nell'anno 2003 - riconfermato per la Presidenza nel 2004 - e coordinatore della Carta delle Regioni d'Europa. Nel 2003 viene insignito dal presidente della Repubblica Ciampi dell'onorificenza di Cavaliere di Gran Croce per la sua attività in tema di federalismo regionale.

### Segretario del Partito Socialista Italiano
Il 5 luglio 2008, durante il primo Congresso nazionale del Partito Socialista, è stato eletto all’unanimità segretario nazionale, subentrando così a Enrico Boselli, dopo che la candidatura di quest'ultimo come candidato del partito per la Presidenza del Consiglio dei Ministri alle elezioni politiche del 2008 portò a un risultato di poco inferiore all'1%.
Il 4 marzo 2009 rimane ferito, con la frattura di una costola e conseguente perforazione di un polmone, in seguito a un incidente autostradale, avvenuto poco prima dell'uscita di Orte, sull'Autostrada del Sole. Sulla berlina erano presenti due carabinieri di scorta, anch'essi rimasti feriti.
L'11 luglio 2010 è stato riconfermato segretario del Partito Socialista Italiano (che ha ripreso la denominazione dello storico partito) con un'ampissima maggioranza (solo 11 contrari su 649 delegati dell’organo di partito).
Inizialmente intenzionato a correre alle primarie del centrosinistra del 2012, successivamente decide di appoggiare il segretario del Partito Democratico Pier Luigi Bersani.
Alle elezioni politiche del 2013 come segretario del PSI aderisce alla coalizione di centro-sinistra Italia. Bene Comune; è candidato all'interno delle liste del Partito Democratico, in seguito a un accordo elettorale che prevede la presenza di una delegazione socialista all'interno delle sue liste; Nencini viene eletto al Senato nel collegio delle Marche.
Dal 19 marzo 2013 è vicecapogruppo vicario per il PSI del gruppo Per le Autonomie (SVP-UV-PATT-UPT) - PSI - MAIE facente parte della maggioranza di centrosinistra.

### All'interno dei Governi Renzi e Gentiloni
Il 28 febbraio 2014 viene nominato viceministro delle Infrastrutture e dei Trasporti nel Governo Renzi.
Nencini è l'unico esponente del governo a pubblicare la propria agenda degli incontri con “soggetti portatori di interessi particolari” nel sito del suo dicastero, indicando anche l'oggetto degli incontri, i partecipanti e l'esito del colloquio.
Il segretario del PSI ha presentato anche un disegno di legge in Senato per l'istituzione di un registro delle lobby e dei lobbisti e di norme per la trasparenza dei loro rapporti con pubblici amministratori, parlamentari e membri dell'esecutivo.
Nencini si è pubblicamente espresso a favore di una modifica della legge elettorale Italicum promossa dal governo pur dichiarando di sostenere il "Sì" al referendum sulla riforma costituzionale Renzi-Boschi.
Nencini viene confermato viceministro dei Trasporti nel successivo governo Gentiloni.

### Rielezione a senatore
In vista delle imminenti elezioni politiche del marzo 2018, il 14 dicembre 2017 presenta Insieme, lista che federa il PSI, i Verdi e i prodiani di Area Civica.
Viene candidato dalla coalizione di centro-sinistra nel collegio uninominale di Arezzo e viene rieletto senatore con più di 100.000 voti contro i 97.000 della candidata leghista Tiziana Nisini. La sua lista raccoglie circa lo 0,5% ed è l'unico eletto grazie all'uninominale; si iscrive al Gruppo misto e ne diventa vice presidente.
Il 10 settembre 2019 vota la fiducia al secondo governo Conte. Grazie a Nencini, sempre nel settembre 2019 Matteo Renzi riesce ad avere per Italia Viva un gruppo autonomo in Senato, ma la scelta solleva polemiche tra gli ex socialisti, come Rino Formica e Claudio Martelli.
Nel dicembre 2019 è tra i 64 firmatari per il referendum confermativo sul taglio dei parlamentari. Dal 29 luglio 2020 è presidente della Commissione Cultura del Senato.
Il 19 gennaio 2021 vota la fiducia in Senato al Presidente del Consiglio Conte, prendendo le distanze dall'astensione di Italia Viva e dagli altri membri del gruppo a cui aveva deciso di aderire in precedenza.
Non è ricandidato nelle successive elezioni politiche di settembre 2022.

## Impegno nel ciclismo
Anche grazie alla parentela con il celebre Gastone, Riccardo Nencini è appassionato di ciclismo e occupa la carica di presidente del comitato regionale toscano della Federazione Ciclistica Italiana. Dal novembre 2010 è coordinatore del comitato istituzionale che affianca il comitato organizzatore dei Campionati del mondo di ciclismo su strada 2013, che si sono tenuti in Toscana.

## Opere
- In giallo al Parco dei Principi - Gastone Nencini e il Tour de France del 1960, Firenze, Florence Press, 1992
- Corrotti e corruttori nel tempo antico (1996), Loggia de' Lanzi Editore
- Il trionfo del trasformismo (1996), Loggia de' Lanzi Editore
- Il giallo e il rosa Gastone Nencini e il ciclismo negli anni della leggenda, Firenze, Giunti Gruppo Editoriale, 1998
- La battaglia. Guelfi e Ghibellini a Campaldino nel sabato di San Barnaba (2006), Edizioni Polistampa
- Omaggio alla Toscana (2006)
- Oriana Fallaci - Morirò in piedi (2007), Edizioni Polistampa
- Oriana Fallaci. I'll die standing on my feet, Polistampa, 2008
- L'imperfetto assoluto (2009), Mauro Pagliai
- Decameron 2013 (2013), con Sandro Veronesi, Marco Vichi, Emiliano Gucci e altri scrittori, Felici Editore
- Cento volte Bartali - 1914-2014 (2014), con altri autori, Giunti
- Il fuoco dentro. Oriana e Firenze, Mauro Pagliai editore, 2016
- Il magnifico ribelle. Il Mugello di Giotto, Polistampa, 2017
- Dopo l’Apocalisse. Ipotesi per una rinascita, Riccardo Nencini e Franco Cardini, La Vela, 2020
- Storie segrete. Cronaca surreale di una quarantena, Riccardo Nencini e Giada Fazzalari, Ponte Sisto, 2020
- Solo, Mondadori, 2021
- Muoio per te, Mondadori, 2024

## Riconoscimenti letterari
Nel 2009 Premio d'onore per L'imperfetto assoluto nel Premio Letterario organizzato da Lilly Brogi presidente dell'Associazione Pergola Arte di Firenze.
L'imperfetto assoluto finalista Premio Acqui Storia 2010.